# Neohodgsonius cassicola
Neohodgsonius cassicola är en insektsart som först beskrevs av Imré Foldi 1998.  Neohodgsonius cassicola ingår i släktet Neohodgsonius och familjen pärlsköldlöss.
Artens utbredningsområde är Venezuela. Inga underarter finns listade i Catalogue of Life.